# レンデルシャムの森事件
レンデルシャムの森事件（レンデルシャムのもりじけん、英: Rendlesham Forest incident）とは、1980年12月27日にイギリス・サフォーク州のレンデルシャムの森で起こったUFO遭遇事件である。

## 事件の概要

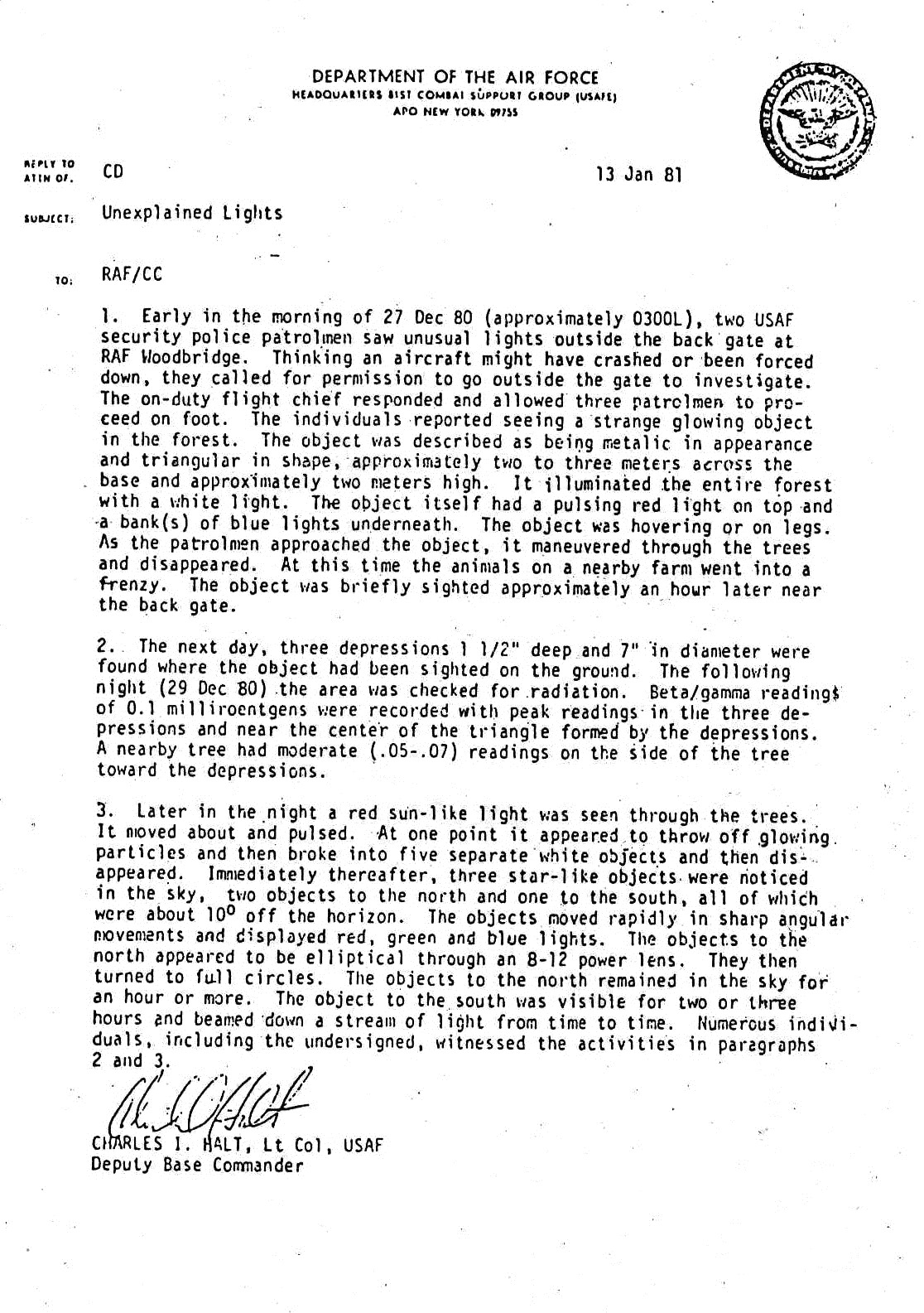
ホルト中佐から英国国防省への手紙。

1980年12月27日午前3時、イギリス空軍のウッドブリッジ基地 (RAF Woodbridge) 近くのレンデルシャムの森に正体不明の光体が降下していくのを基地の米軍警備兵が目撃した。3名のパトロール兵が森に向かうと、そこで光り輝く金属製で直径3mの三角形の飛行物体を発見した。物体は赤い光と青い光を発していた。パトロール兵が近づくと飛行物体は姿を消した。
翌日の12月28日、飛行物体が目撃された地点に3つの窪みが発見された。放射能測定を行ったところ、最高0.1ミリレントゲンのベータ/ガンマ量が検出された。
翌日の12月29日には森から「太陽のような光」が目撃された。光は5つの破片に分裂し姿を消した。その直後、空に3つの星のような物体が現れた。飛行物体は青・赤・緑色の光を放ちながら鋭角的に移動した。物体は楕円形から完全な円形に姿を変えた。物体は2〜3時間にわたり観測され、時折地上に光を放射してるようであった。
一連の出来事は、米空軍基地司令官のチャールズ・I・ホルト中佐 (Charles I. Halt) を含む複数人により目撃された。この事件はホルト中佐により報告書にまとめられた。このホルト文書が1983年にアメリカの情報自由法 (Freedom of Information Act (United States)) によって公開され、ゴシップ紙ニュース・オブ・ザ・ワールドが一面で報じたことにより、初めてこの事件は一般に公になった（紙上では「基地司令官がETと会見した」と報じられた）。
ホルト中佐ら基地の関係者達は、UFOの着陸は公式に認め、宇宙人に関しては否認している。
多数の米兵が目撃した事や公式の報告書が公開されたことから、UFO目撃例の中では比較的信頼性の高い事件とする見方も多い一方、「UFO」の目撃者達の証言では、見えていたはずのオーフォードネス灯台の光を認識していないことから、灯台の光を誤認して騒ぎ立ててしまい、引っ込みがつかなくなっているだけとの見解もある。なんであれ、英国では最も有名なUFO目撃事件となった。

## 匿名者2人の証言
研究者のブレンダ・バトラーとドット・ストリートはこの事件を本にまとめ出版した。その本「謎のHALT文書」では匿名者による証言が紹介されている。
そのうちの1名スティーヴ・ロバーツ（仮名）の証言によると、事件のあった森で総司令官のゴードン・ウィリアム将軍が「宇宙人と話をしている」のを多くの軍人が目撃したという。宇宙船の搭乗員は光の中で修復作業をしており、フィルムや写真も撮られたが上級将校たちによって没収されたという。後にウィリアム将軍は、事件当日にエイリアンがいたことは否定したが、ホルト文書の内容自体は正しいと発言した。
もう1人の証言者ジェームズ・アーチャー（仮名）によると、森の中には3つの脚をもった3メートルの三角形の飛行物体があったという。物体からは青・赤・白色の光が出ており、飛行物体に近づくと無線機は作動しなくなった。その物体の中には「ロボットのような」何かが確かにいた、とアーチャーは証言している。その物体は森の中を動き回っていたが、やがて猛スピードで飛び去った。
アーチャーの証言はホルト文書といくつかの点で食い違っているが、共通点も多い。なおアーチャーの証言はホルト文書が公開される2年前の1981年に行われている。

## ラリー・ウォーレン軍曹の証言
事件当日（ウォーレンによれば12月27日ではなく12月30日であるという）、緊急出勤を命じられたラリー・ウォーレンは森の中で「内部が透き通って見える黄色い光を放つ円盤」を見た、と後に証言した。ウォーレンによると、円盤は空中に静止したかと思うと突然爆発し、金属製でドーム型のUFOに変貌した。UFOには突起物や機械、翼のようなものが付いていた。UFOの表面にはウォーレン本人の姿や近づく兵士の姿が映し出されていた。ウォーレンはそこで気を失った。
空軍基地でウォーレンは一連の出来事を口外しないよう誓約を受けた。しかし電話で知人にこの話を打ち明けたことが発覚し、ウォーレンは除隊処分となった。ウォーレンは「UFOから宇宙人が出てきて、ウォーレンと会談した」と考えており、空軍基地でその記憶を失ったのではないか、と語っている。後にウォーレンは退行催眠の状態でUFOのイラストを描いた。
ウォーレンの証言は多くの点で他の証言と食い違っており、矛盾点もある事から、その信憑性を疑う声も挙がっている。

## その後の展開
その後の調査から、研究家のブレンダ・バトラーらは「政府は軍の最高機密に属する宇宙船の実験の失敗を、UFO事件に仕立てて隠している」との説を唱えた。
2009年になりピーター・ターティルと名乗る男性が「あの事件は自分の仕業だった」と名乗り出た。しかしその証言の信憑性には、ブレンダ・バトラーを含めた多くの研究者から疑問の声が挙がっている。
2013年にアメリカで行われた公聴会であるシチズンズ・ヒアリング・ディスクロージャー公聴会にて、レンデルシャム事件についての新たな証言が得られたとされる。